# FUNREDES
 (février 2025).
La mise en forme du texte ne suit pas les recommandations de Wikipédia : il faut le « wikifier ».
Les points d'amélioration suivants sont les cas les plus fréquents. Le détail des points à revoir est peut-être précisé sur la page de discussion.
- Les titres sont pré-formatés par le logiciel. Ils ne sont ni en capitales, ni en gras.
- Le texte ne doit pas être écrit en capitales (les noms de famille non plus), ni en gras, ni en italique, ni en « petit »…
- Le gras n'est utilisé que pour surligner le titre de l'article dans l'introduction, une seule fois.
- L'italique est rarement utilisé : mots en langue étrangère, titres d'œuvres, noms de bateaux, etc.
- Les citations ne sont pas en italique mais en corps de texte normal. Elles sont entourées par des guillemets français : « et ».
- Les listes à puces sont à éviter, des paragraphes rédigés étant largement préférés. Les tableaux sont à réserver à la présentation de données structurées (résultats, etc.).
- Les appels de note de bas de page (petits chiffres en exposant, introduits par l'outil «  Source ») sont à placer entre la fin de phrase et le point final[comme ça].
- Les liens internes (vers d'autres articles de Wikipédia) sont à choisir avec parcimonie. Créez des liens vers des articles approfondissant le sujet. Les termes génériques sans rapport avec le sujet sont à éviter, ainsi que les répétitions de liens vers un même terme.
- Les liens externes sont à placer uniquement dans une section « Liens externes », à la fin de l'article. Ces liens sont à choisir avec parcimonie suivant les règles définies. Si un lien sert de source à l'article, son insertion dans le texte est à faire par les notes de bas de page.
- La présentation des références doit suivre les conventions bibliographiques. Il est recommandé d'utiliser les modèles {{Ouvrage}}, {{Chapitre}}, {{Article}}, {{Lien web}} et/ou {{Bibliographie}}. Le mode d'édition visuel peut mettre en forme automatiquement les références.
- Insérer une infobox (cadre d'informations à droite) n'est pas obligatoire pour parachever la mise en page.

Pour une aide détaillée, merci de consulter Aide:Wikification.
Si vous pensez que ces points ont été résolus, vous pouvez retirer ce bandeau et améliorer la mise en forme d'un autre article.
 (février 2025).
FUNREDES (acronyme de Fundación Redes y Desarrollo en espagnol), l'Association Réseaux et Développement, était une organisation non gouvernementale, basée en République dominicaine, qui se consacrait à la diffusion des technologies de l'information et de la communication (TIC) dans les pays en développement, en particulier en Amérique latine et dans les Caraïbes.

## Activités
Depuis le début des années 1990, la position de FUNREDES était que « l'Internet pour le développement ne consiste pas à se connecter et à jouer, à chatter et à surfer, à obtenir des informations à l'étranger, à converger vers une seule langue, une seule culture et un seul marché. Il s’agit plutôt de donner du pouvoir aux individus et aux communautés, de collaborer et de créer des réseaux sociaux, de produire du contenu local et de faciliter la diversité des langues, des cultures et des opinions. L'objectif est la communication plutôt que la technologie, et non l'inverse ».
Organisation pionnière dans les TIC pour le développement depuis 1988, FUNREDES était membre de APC depuis 2006. Elle réalisait ses actions en collaboration avec des organisations internationales, des ONG, des États, des administrations et des institutions publiques ou privées, dans le but de contribuer au développement et à l’intégration régionale.
FUNREDES a été un acteur de la société civile très présent dans les phases initiales du SMSI, reflétant ses actions sur une page dédiée.
Les principaux domaines d'activité de FUNREDES comprenaient la création de réseaux nationaux de recherche et de la société civile, la diversité linguistique sur Internet, l'impact social d'Internet, les communautés virtuelles et la littératie numérique et éthique de l'information.

## Projets principaux
FUNREDES a organisé, sous la forme d'une communauté virtuelle, dotée d'installations multilingues pionnières, la réflexion collective et la production de documents, tels que, pour le Sommet mondial sur la société de l'information (SMSI), ou, un ouvrage collectif de la communauté virtuelle MISTICA constituée par quelques 500 universitaires ou acteurs de la société civile dans le domaine des TIC pour le développement (TICpD).
Parmi les nombreux projets définis et gérés par FUNREDES, CARDICIS: Société de l'information et diversité culturelle dans les Caraïbes, a été l'un des plus remarquables, dans son objectif de considérer l'importance de prendre en compte la diversité linguistique et culturelle dans la construction des sociétés de l'information, en particulier dans les Caraïbes.
En ce qui concerne la diversité linguistique dans le monde numérique, FUNREDES a été pionnier sur deux fronts : 1) en fournissant des méthodes et des séries de résultats pour mesurer la proportion des langues en ligne et 2) comme l'un des premiers expérimentateurs et concepteurs de méthodologies pour l'introduction de la traduction automatique dans les conférences électroniques.
FUNREDES a également été l'un des premiers promoteurs de l'importance d'inclure l'éducation aux médias et à l'information dans les politiques d'inclusion numérique, en organisant des ateliers et des conférences pour les utilisateurs d'Internet depuis 1992 et en tant que co-auteur de la déclaration de Tolède sur l'éducation à l'information (2006).

## Fin de l'association
FUNREDES a mis fin à son existence en tant qu'ONG en mai 2017, mais le programme intitulé Diversité linguistique et culturelle sur Internet a été maintenu et a acquis une existence formelle indépendante en 2021, en maintenant également en ligne le site Web de FUNREDES, y compris la cyber-bibliothèque  du projet à fort impact MISTICA (Méthodologies et impact social des TIC en Amérique latine) cité en,, et dans un article très référencé qui reflète largement la vision et les résultats du projet.
Une description du travail de FUNREDES, de 1988 à 1995, est documentée dans un article en espagnol, faisant partie des actes du IVe Symposium sur l'histoire de l'informatique en Amérique latine et dans les Caraïbes (SHIALC2016, Valparaiso, 10-14/10/2016).